# Tanya Roberts
Tanya Roberts, geboren als Victoria Leigh Blum, (New York, 15 oktober 1949 – Los Angeles, 4 januari 2021) was een Amerikaanse actrice. Ze was het meest bekend door haar rollen in Charlie's Angels, The Beastmaster, als bondgirl in A View to a Kill, Sheena en That '70s Show. Roberts werd in de jaren tachtig beschouwd als sekssymbool.
Haar dood werd per abuis al op 3 januari gemeld door diverse nieuwsorganisaties, maar ze overleed daadwerkelijk op 4 januari 2021.

## Filmografie
- Forced Entry (1975)
- The Yum-Yum Girls (1976)
- Fingers (1978)
- Zuma Beach (1978)
- Pleasure Cove (1979)
- Tourist Trap (1979)

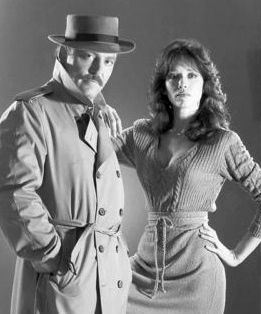
Tanya Roberts als Velda en Stacy Keach als Mike Hammer in 1983

- Greatest Heroes of the Bible (1979)
- California Dreaming (1979)
- Racquet (1979)
- Vega$ (1980)
- Waikiki (1980)
- Charlie's Angels, als Julie Rogers (1980-1981)
- The Love Boat (1982)
- Fantasy Island (1982)
- The Beastmaster (1982)
- Murder Me, Murder You (1983)
- I paladini - Storia d'armi e d'amori (1983)
- Sheena (1984)
- A View to a Kill (1985)
- Body Slam (1986)
- Purgatory (1988)
- Night Eyes (1990)
- Twisted Justice (1990)
- Legal Tender (1991)
- Inner Sanctum (1991)
- Almost Pregnant (1992)
- Sins of Desire (1993)
- Deep Down (1994)
- Burke's Law (1994)
- Silk Stalkings (1995)
- Hot Line (1994-1996)
- The Pandora Directive (1996)
- The Blues Brothers Animated Series (1997)
- High Tide (1997)
- The Angry Beavers (1998)
- Off Centre (2002)
- Fillmore! (2003)
- That '70s Show, als Midge Pinciotti (81 afleveringen, 1998-2004)
- Eve (2005)
- Barbershop (2005)